# Maarten Dallinga
Maarten Dallinga (Groningen, 1987) is een Nederlandse journalist.   

## Loopbaan
Dallinga groeide op in Roden, waar hij als 15-jarige het jongerenopinietijdschrift Opidiz startte. Na de havo aan scholengemeenschap De Borgen in Leek studeerde Dallinga van 2004 tot 2009 journalistiek aan de christelijke Hogeschool Windesheim in Zwolle. Vervolgens deed hij een sociologie-studie aan de Universiteit van Utrecht.
Zijn journalistieke loopbaan begon bij de lokale krant De Krant in Roden, waarna Radio Zwolle volgde. Dallinga liep stage bij NOS Headlines en NOS Jeugdjournaal. Vanaf 2008 werkte hij als redacteur voor BNN Today (het latere De Nieuws BV op NPO Radio 1). Vanaf 2010 werkte hij twee jaar voor het EO-programma JONG, waar hij uitzendingen maakte over bijvoorbeeld zwerfjongeren, pedofilie, seksueel kindermisbruik, illegaliteit en prostitutie. Hij werkte bij de EO ook aan de tv-registraties van de EO-Jongerendag en presenteerde Dit is de Nacht op NPO Radio 1. 
Met ingang van 2013 was hij te horen als nieuwslezer op de radio bij RTV Utrecht, Omroep Gelderland en het ANP. Vanaf 2017 werkte Dallinga als podcastmaker en onderzoeksjournalist voor Omroep Gelderland. Sinds 2016 schrijft hij voor het NRC.

## Erkenning
In 2013 won Dallinga de essaywedstrijd 'Vrijheid spreek je af' met zijn essay Het verzet is nog steeds broodnodig.  Hij betoogde hierin dat in Nederland nog veel intolerantie heerst en dat vrijheid pas wordt bereikt wanneer iedereen in Nederland de ander bejegent zoals hijzelf bejegend zou willen worden. 
Na een nominatie voor de NL Award voor onderzoek naar misstanden in het Gelders speciaal vervoer, kreeg hij viermaal een prijs voor zijn podcastserie Anoniem Intiem van Omroep Gelderland, uit 2018. Deze documentaireserie, over mannen op Gelderse mannenontmoetingsplaatsen die op zoek zijn naar anonieme seks, werd naast een nominatie voor de NTR Podcastprijs bekroond met de Gouden Freelancer Award, de Dutch Directors Guild-prijs, de Seks en Media Prijs en De Tegel.
In 2020 kreeg Dallinga nogmaals De Tegel uitgereikt, nu voor zijn podcastserie Verstrikt, over zelfdoding en het voorkomen daarvan. De podcast Verstrikt werd bovendien onderscheiden met de NL Award + Gouden NL Award en Meesterverteller.
In 2023 werd hij verkozen tot beste podcastpresentator van Nederland (Dutch Podcast Awards).

## Overig
Tussen 2010 en 2017 begeleidde hij als vrijwilliger op IMC Weekendschool kinderen uit achterstandswijken. 
Maarten Dallinga werkte sinds 2014 een aantal jaar lang voor het Nationaal Comité 4 en 5 mei als freelance auteur, redacteur en podcastmaker. Hij is co-auteur van Het vrijheidsboek (2016), waarin een aantal Nederlanders vertelt over wat vrijheid en onvrijheid voor hen betekent.
Ook is hij podcastcoach/-adviseur en freelance eindredacteur. Hij begeleidde inmiddels meer dan twintig makers.

## Prijzen (selectie)
- De Tegel (2019 - jaar van productie)
- NL Award + Gouden NL Award (2019)
- Meesterverteller (2019) Verstrikt
- Gouden Freelancer Award (2018)
- Dutch Directors Guild-prijs (2018)
- De Tegel (2018)
- Seks en Media Prijs (2018)
- Nominatie: NL Award (2017)
- Essaywedstrijd (2013)